# Ga đường sắt Triều Châu (Đài Loan)
Ga Triều Châu (tiếng Trung: 潮州車站; bính âm: Cháozhou Chēzhàn) là một ga đường sắt ở Bình Đông, Đài Loan do Cục Đường sắt Đài Loan phục vụ .